# Deneb
Deneb (alfa Cygni) este cea mai strălucitoare stea din constelația Lebăda.
Face parte din formațiunea „Marele Triunghi de Vară”, alături de stelele Vega (alfa Lira) și Altair (alfa Vulturul).
Coordonate:  20h 41m 25.9s, +45° 16′ 49″
1. ↑  Catalogue of Stellar Photometry in Johnson's 11-color system[*] Verificați valoarea |titlelink= (ajutor)
2. ↑  Étude du spectre d'absorption de 234 étoiles de types spectraux compris entre O6 et F8 pour la recherche de critères quantitatifs de classification spectrale bidimensionnnelle[*] Verificați valoarea |titlelink= (ajutor)
3. ↑  The eclipsing binary UX Monocerotis
4. ↑  Photoelectric measurements of the lambda 4200 A CN band and the G band in G8-K5 spectra[*] Verificați valoarea |titlelink= (ajutor)
5. ↑  Revised Standards for Supergiants on the System of the Yerkes Spectral Atlas
6. ↑  Photoelectric determination of the equivalent widths of H in the spectra of early type stars[*] Verificați valoarea |titlelink= (ajutor)
7. ↑  SIMBAD
8. ↑  General Catalogue of Variable Stars (Samus+ 2007-2011)[*] Verificați valoarea |titlelink= (ajutor)